# Polioptila guianensis
Polioptila guianensis е вид птица от семейство Polioptilidae.

## Разпространение
Видът е разпространен в Бразилия, Венецуела, Гвиана, Колумбия, Суринам и Френска Гвиана.